# Камерово
Камерово (пол. Kamierowo, нім. Kamerau) — село в Польщі, у гміні Скаршеви Староґардського повіту Поморського воєводства.
Населення — 254 особи (2011).
У 1975-1998 роках село належало до Гданського воєводства.

## Демографія
Демографічна структура станом на 31 березня 2011 року:
|          | Загалом | Допрацездатний вік | Працездатний вік | Постпрацездатний вік |
| -------- | ------- | ------------------ | ---------------- | -------------------- |
| Чоловіки | 131     | 40                 | 81               | 10                   |
| Жінки    | 123     | 31                 | 74               | 18                   |
| Разом    | 254     | 71                 | 155              | 28                   |